# Интерконтинентална балистичка ракета
Интерконтинентална балистичка ракета, (или ICBM, из енгл. intercontinental ballistic missile) је балистичка ракета великог домета већим од 5.500 km (3.400 mi), обично направљена за лансирање нуклеарног оружја, то јест ношење једне или више нуклеарних бојевих глава. Слично томе, конвенционално, хемијско и биолошко оружје такође се може испоручити са различитом ефикасношћу, али никада није распоређено на ИЦБМ. Већина модерних ИЦБМ-ова подржава више независних бојевих глава (МИРВ), омогућавајући једној ракети да носи неколико бојевих глава, од којих свака може да погоди различиту мету и то по више стотина километара удаљене једна од друге. Русија, Сједињене Државе, Кина, Француска, Индија, Уједињено Краљевство и Северна Кореја једине су земље за које се зна да имају оперативне ИЦБМ. Неки новији ИЦБМ-ова су конструисани и за ношење конвенционалне или чак инертне (без експлозива) бојне главе. Они се поуздају у велику брзину удара бојеве главе као средства за наношење велике штете. Због великог домета и снаге бојевих глава у случају нуклеарног рата већину штете би направили ИЦБМ-ови лансирани из силоса или с подморница, а бомбардери би носили остатак.
Ранији примерци ИЦБМ-ова су имале ограничену прецизност, што их је чинило погодним за употребу само против највећих циљева, као што су градови. На њих се гледало као на „сигурну“ опцију базирања, која би држала снаге за одвраћање (ПВО) близу ракетне базе где би је било тешко напасти. Напади на војне циљеве (посебно оне покретне) и даље су захтевали употребу прецизнијег оружја и то са бомбардерима са посадом. Дизајн друге и треће генерације (као што је ЛГМ-118 Пискипер) драматично је побољшао прецизност до тачке у којој чак и најмањи тачкасти циљеви могу бити успешно нападнути.
Интерконтиненталне балистичке ракете (ИЦБМ) се разликују по томе што имају већи домет и брзину од других балистичких пројектила: балистичке ракете средњег домета (ИРБМ), као и балистичке ракете средњег домета (МРБМ), балистичке ракете кратког домета (СРБМ) и тактичке балистичке ракете (ТБМ). Категоризација ракета по домету је субјективне природе, и границе између категорија су изабране произвољно, тако да ни ове класе нису чврсто разграничене.

## Историја

### Други светски рат
Први практични дизајн за ИЦБМ развијан је у Немачкој крајем Другог светског рата, а израстао је из ракетног програма V-2 нацистичке Немачке. Вернер фон Браун и његов тим су добили задатак под пројектом "Америка" да направе ракету способну за бомбардовање Северне Америке. Немачка је нашироко користила током Другог светског рата од средине 1944. до марта 1945. за бомбардовање британских и белгијских градова, посебно Антверпена и Лондона. Пројекат је започет као двостепена ракета А9/А10 намењену за употребу у бомбардовању Њујорка и других америчких градова. Првобитно намењена за вођење путем радија, након неуспеха промењено је у пилотирање летилице под операцијом Елстер. Други степен ракете А9/А10 тестиран је неколико пута у јануару и фебруару 1945. године. Требало је да ракете имају домет од око 4.100 до 5.000 km и бојеву главу од 1.000 kg.
После рата, САД су извршиле операцију Спајалица, која је одвела фон Брауна и стотине других водећих немачких научника у Сједињене Државе да развију ракете ИРБМ, ИЦБМ и лансере за америчку војску. Такође и Совјети су заробили неке научнике и одвели их у СССР, након чега су те државе и саме започеле развој ракетног наоружања.
Ову технологију је предвидео генерал америчке војске Хап Арнолд, који је 1943. написао:
Једног дана, не тако далеко, може однекуд да проструји – нећемо моћи да чујемо, доћи ће тако брзо – нека врста справице са експлозивом толико моћним да ће један пројектил моћи потпуно да уништи овај град Вашингтон.

### Хладни рат
После Другог светског рата, Американци и Совјети су започели програме истраживања ракета заснованих на В-2 и другим немачким ратним дизајном. Свака грана америчке војске започела је своје програме, што је довело до значајног дуплирања напора. У Совјетском Савезу истраживање ракета је било централно организовано, иако је неколико тимова радило на различитим пројектима.
У Совјетском Савезу, рани развој је био фокусиран на ракете које су могле да нападну европске циљеве. То се променило 1953. године, када је Сергеју Корољову наређено да започне развој праве ИЦБМ способне да испоручи новоразвијене хидрогенске бомбе. С обзиром на стално финансирање, Р-7 се развијао одређеном брзином. Прво лансирање се догодило 15. маја 1957. и довело до ненамерног пада на 400 km (250 mi) од места. Први успешан тест уследио је 21. августа 1957; Р-7 је прелетео преко 6.000 km (3.700 mi) и постао прва ИЦБМ на свету. Прва стратешка ракетна јединица постала је оперативна 9. фебруара 1959. у Плесецку на северозападу Русије.
Била је то иста лансирна ракета Р-7 која је 4. октобра 1957. поставила први вештачки сателит у свемир, Спутњик 1. Први свемирски лет човека у историји човечанства је остварен на деривату Р-7, Восток, и то 12. априла 1961, од стране совјетског космонаута Јурија Гагарина. Јако модернизована верзија Р-7 се и даље користи као лансирна ракета за совјетску/руску свемирску летелицу Сојуз, обележавајући више од 60 година оперативне историје оригиналног дизајна ракете Сергеја Корољова.
САД су покренуле истраживање ИЦБМ-а 1946. године са пројектом РТВ-А-2 Хироц. Ово је био напор у три фазе, а развој ИЦБМ-а није почео до треће фазе. Међутим, финансирање је прекинуто након само три делимично успешна лансирања 1948. дизајна друге фазе, који је коришћен за тестирање варијација на V-2 дизајну. Са огромном надмоћи у ваздуху и интерконтиненталним бомбардерима, новоформиране америчке ваздухопловне снаге нису озбиљно схватиле проблем развоја ИЦБМ. Ствари су се промениле 1953. совјетским тестирањем њиховог првог термонуклеарног оружја, али тек 1954. је то промењено са програмом ракете Атлас, када је дат највиши национални приоритет. Атлас А је први пут полетео 11. јуна 1957; лет је трајао само око 24 секунде пре него што је ракета експлодирала. Први успешан лет Атлас пројектила до пуног домета догодио се 28. новембра 1958. Прва наоружана верзија Атласа је Атлас Д, проглашена је оперативном јануара 1959. у Ванденбергу, иако још није летела. Први пробни лет обављен је 9. јула 1959, а ракета је примљена у употребу 1. септембра исте године. Титан I А3 је била још једна америчка вишестепена ИЦБМ, са успешним лансирањем 5. фебруара. За разлику од Атласа, Титан I је био двостепена ракета, а не трострука. Титан је био већи, али лакши од Атласа, и због побољшања технологије мотора и система навођења Титан I је претекао ракету Атлас.
Р-7 и Атлас су захтевали велико лансирно постројење, што их је чинило рањивим на нападе и нису могли да се држе у стању приправности. Стопе кварова су биле веома високе током првих година ИЦБМ технологије. Програми летова у свемир (Восток, Меркур, Воскход, Близанци, итд.) послужили су као веома видљиво средство за демонстрирање силе и директно су повезани са интересима националне одбране тих земаља. САД су биле доста иза Совјета у свемирској трци и тако је амерички председник Џон Ф. Кенеди повећао улог са програмом Аполо, који је користио технологију ракета Сатурн коју је финансирао председник Двајт Д. Ајзенхауер.
Ове ране ИЦБМ ракете такође су чиниле основу многих свемирских система за лансирање. Примери укључују Р-7, Атлас, Редстоне, Титан и Протон, који је изведен из ранијих ИЦБМ, али никада није распоређен као ИЦБМ. Администрација Ајзенхауера је подржала развој ракета на чврсто гориво као што су ЛГМ-30 Минутеман, Поларис и Скиболт. Модерне ИЦБМ имају тенденцију да буду мање од својих предака, због повећане прецизности и мањих и лакших бојевих глава, и користе чврста горива, што их чини мање корисним као орбиталне лансирне ракете.
Западно гледиште о постављању ових система било је вођено стратешком теоријом међусобног осигураног уништења. Током 1950-их и 1960-их, почео је развој система против балистичких ракета и од стране Американаца и Совјета. Такви системи су били ограничени Уговором о антибалистичким ракетама из 1972. године. Први успешан АБМ тест извели су Совјети 1961. године, који су касније применили на потпуно оперативни систем за одбрану Москве 1970-их.
Споразум о САЛТ-у из 1972. замрзнуо је број ИЦБМ лансера и Американаца и Совјета на постојећим нивоима и дозволио нове СЛБМ лансере засноване на подморницама само ако се демонтира једнак број ИЦБМ лансера са копна. Накнадни разговори, названи САЛТ II, одржани су од 1972. до 1979. и заправо су смањили број нуклеарних бојевих глава које су држале САД и Совјети. САЛТ II никада није ратификовао Сенат, али су његове услове поштовале обе стране све до 1986. године, када се Регановаадминистрација "повукла" пошто је оптужила Совјете за кршење споразума.
Осамдесетих година прошлог века, председник Роналд Реган је покренуо програм Стратешкa одбрамбенa иницијативa, као и програме Међународне Космичке Станице (МКС) и ракету ИЦБМ Мидгетман.
Кина је развила минимално нуклеарно средство одвраћања уласком у сопствени хладни рат након идеолошког разлаза са Совјетским Савезом почетком 1960-их. Након првог тестирања домаћег нуклеарног оружја 1964. године, наставили су са развојем различитих бојевих глава и пројектила. Почевши од раних 1970-их, ДФ-5 ИЦБМ на течно гориво је развијен и коришћен као ракета за лансирање сателита 1975. ДФ-5, са дометом од 10.000 до 12.000 км (6.200 до 7.500 миља) — довољно дуго да погоди Западне Сједињене Америчке Државе и Совјетски Савез. Распоређени су у силос, са првим паром у употреби од 1981. и вероватно двадесет пројектила у служби до касних 1990-их. Кина је такође распоредила балистичку ракету средњег домета ЈЛ-1 са досегом од 1.700 km (1.100 mi) на крајње неуспешној подморници типа 92.
У жељи да осигурају оружје "другог удара", у случају да у првом нуклеарном нападу буду уништени силоси с ракетама на копну, СССР и САД развиле су подморнице које су биле способне носити ИЦБМ-ове. Подморнице су могле скривене причекати крај првог напада и онда лансирати своје пројектиле на непријатељске градове. Пример су совјетска класа Тyпхоон с 20 пројектила Р-39 и америчка Охио с 24 пројектила Тридент II.

### После хладног рата
Године 1991. Сједињене Државе и Совјетски Савез договорили су се у споразуму СТАРТ I да смање своје распоређене ИЦБМ ракете и приписане бојеве главе.
Од 2016. године, свих пет земаља са сталним местом у Савету безбедности Уједињених нација имају оперативне системе балистичких ракета дугог домета; Русија, Сједињене Државе и Кина такође имају ИЦБМ на копну (америчке ракете су базиране на силосима, док Кина и Русија имају и силос и друмско-мобилне ракете (ДФ-31, РТ-2ПМ2 Топол-М ракете).
Верује се да је Израел распоредио друмски мобилни нуклеарни ИЦБМ, Јерицхо III, који је ушао у службу 2008. године; надограђена верзија је у развоју.
Индија је 19. априла 2012. успешно испалила Агни 5, са дометом од више од 5.000 km (3.100 mi), тако да је и она ушла у клуб ИЦБМ. Страни истраживачи нагађају да је стварни домет пројектила до 8.000 km (5.000 mi) при чему је Индија умањила своје способности да не би изазвала забринутост другим земљама.
До 2012. године неке обавештајне агенције су спекулисале да Северна Кореја развија ИЦБМ. Северна Кореја је успешно поставила сателит у свемир 12. децембра 2012. помоћу ракете Унха-3 високе 32 m (105 ft). Сједињене Државе су тврдиле да је лансирање у ствари био начин да се тестира ИЦБМ. Почетком јула 2017. Северна Кореја је по први пут тврдила да је успешно тестирала ИЦБМ способну да носи велику термонуклеарну бојеву главу.
У јулу 2014, Кина је најавила развој своје најновије генерације ИЦБМ, Донгфенг-41 ( ДФ-41 ), која има домет од 12.000 km (7.500 mi), способна да стигне до Сједињених Држава, и за коју аналитичари верују да је способна опремљености МИРВ технологијом.
Већина земаља у раним фазама развоја ИЦБМ користила је течна горива, са познатим изузецима индијског Агни-V, планираног, али отказаног јужноафричког РСА-4 ИЦБМ, и сада у употреби израелског Јерицхо III.
Сармат РС-28 (руски: РС-28 Сармат; назив НАТО-а : САТАН 2), је руска супер-тешка термонуклеарно наоружана интерконтинентална балистичка ракета опремљена течним горивом у развоју од стране бироа (Makeiev Rocket Design). Биро је 2009. године, намеравао да замени претходну ракету Р-36. Његова велика носивост би омогућила до 10 тешких бојевих глава или 15 лакших или до 24 хиперсоничних Иу-74, или комбинацију бојевих глава и огромне количине противмера дизајнираних да порази противракетне ПВО системе; то је објавила руска војска као одговор на амерички брзи глобални удар.
ИЦБМ-ови и данас, после краја Хладног рата, имају важну улогу у демонстрацији моћи те се они редовно унапређују ради избегавања све напреднијих ПВО система.

## Како функционишу балистичке ракете
Балистичке ракете се по правилу лансирају дуж путање блиској оптималној, узимајући у обзир густину ваздуха и силу гравитације која се мења са висином. Обично се ракете лансирају вертикално ради бржег изласка из густих слојева атмосфере, па зато се и до 17–20% потиска мотора троши на савладавање отпора ваздуха. Пошто је након проласка кроз тропосферу добила одређену транслациону брзину у вертикалном правцу, ракета уз помоћ специјалног софтверског механизма, опреме и команди постепено почиње да се креће из вертикалног у нагнути положај према мети.
До краја рада мотора, уздужна оса ракете добија угао нагиба, који одговара максималном домету њеног лета, приближно 45°, који се смањује са повећањем брзине ракете, на пример, при брзини од 7 км/с и домет лета нешто већи од 9000 km, угао нагиба је 26°, а брзина постаје једнака строго утврђеној вредности која обезбеђује овај домет са 26° нагиба.
Када лети оптималном путањом на интерконтиненталном домету, ракета се подиже на висину до хиљаду или више километара и видљива је на радарима на веома великој удаљености. Због тога се у стварним борбеним условима могу користити енергетски интензивније равне трајекторије, чија се висина апогеја смањује на десетине километара.
Након што се мотор заустави, ракета врши цео свој даљи лет по инерцији, описујући у општем случају скоро стриктно елиптичну путању. На врху путање, брзина лета ракете поприма најнижу вредност. Апогеј путање балистичких пројектила обично се налази на висини од неколико стотина километара од земљине површине, где због мале густине атмосфере, отпор ваздуха скоро потпуно изостаје.
На силазном делу путање брзина лета ракете се постепено повећава због губитка висине. Са даљим спуштањем у густе слојеве атмосфере, ракета пролази огромном брзином. У овом случају долази до снажног загревања балистичке ракете, а ако се не предузму потребне заштитне мере, може доћи до њеног уништења.

## Мотори на балистичким ракетама
Ране верзије ИЦБМ-а користиле су ракетне моторе на течно гориво и захтевале су опсежно пуњење погонских компоненти непосредно пре лансирања. Припрема за лансирање могла су да трају и по неколико сати, а време одржавања борбене готовости било је веома дуго у припреми ракете. У случају употребе криогених компоненти (Р-7), опрема лансирног комплекса је била веома гломазна. Све ово је значајно ограничило стратешку вредност оваквих пројектила.
Савремене ИЦБМ користе ракетне моторе на чврсте или течне ракетне моторе на компонентама високог кључања са горивом у ампулама. Такве ракете долазе из фабрике у транспортним и лансирним контејнерима. Ово им омогућава да се складиште у стању спремном за покретање током целог радног века. Течне ракете се испоручују у лансирном комплексу али у ненапуњеном стању. Допуњавање горива се врши након уградње ТПК са ракетом у лансер, након чега ракета може бити у борбено спремном стању много месеци и година. Припрема за лансирање обично не траје више од неколико минута и обавља се са удаљеног командног места, преко кабловских или радио канала. Такође се врше периодичне провере ракетних и лансирних система.
Савремени ИЦБМ-ови обично имају различита средства за савладавање противракетних одбрамбених система. Они могу укључивати бојеве главе за маневрисање, средства за постављање радарског ометања, мамце итд.
Подела ракетних мотора код интерконтиненталних балистичких ракета је:
- Интерконтиненталне балистичке ракете на течно гориво;
- Интерконтиненталне балистичке ракете на чврсто гориво;
- Хибридне Интерконтиненталне балистичке ракете.

### Интерконтиненталне балистичке ракете на течно гориво
У Сједињеним Државама се од 1946. године у оквиру програма Цонваир РТВ-А-2 Хироц изводе радови на стварању (касније интерконтиненталних) балистичких ракета дугог домета. Године 1948. извршено је неколико лансирања малог прототипа перспективне ИЦБМ, али је због слабе пажње (незаинтересованости) америчког ваздухопловства на програм балистичке ракете затворен. У будућности, овај програм је послужио као основа за стварање прве америчке ИЦБМ СМ-65 Атлас.
Ракета са индексом СМ-65Д, после дуге серије тестирања три прототипа, лансирана је 14. априла 1959. године, а пуштена је у употребу у септембру. Ова ракета, као и амерички „титан“, који је пуштен у употребу 1961. године, у почетку је био постављен на незаштићене лансирне комплексе, али је касније почео да се размешта прво у укопане армирано-бетонске бункере (СМ-65Е, из 1960. године), а затим у поуздано заштићеним силосима (СМ-65Ф, од 1961). Припрема пројектила за лансирање трајала је од 15 минута до пола сата.
У Совјетском Савезу, научна истраживања о могућности стварања ИЦБМ почела су 1950. године, 1953. је био спреман нацрт дизајна такве ракете. 1954. године, директно стварање ракете са индексом Р-7 поверено је ОКБ-1 под вођством Сергеја Корољова. Двостепени ракета је била способна да испоручи једно нуклеарно пуњење од 3 мегатоне на удаљености од 8.800 км. Њен први успешан тест (после три неуспеха) одржан је 21. августа 1957. године. Од 1954. године, главни рад на стварању интерконтиненталних балистичких ракета у Совјетском Савезу пребачен је у новоформирани ОКБ-586 под руководством М. К. Иангела. 1959. године ракета Р-12 је пуштена у употребу у Совјетском Савезу, који је постао основа створеног одвојеног типа трупа - Стратешких ракетних снага, а 1962. године - ракете Р-16, чија је модификација постала прва совјетска ракета базирана у силосу и прва ракета на свету лансирана из силоса (амерички СМ-65 Атлас били су ускладиштени под земљом али који су се дизали на површину земље лифтом пре лансирања).

### Интерконтиненталне балистичке ракете на чврсто гориво
Исте 1962. године, америчко ваздухопловство је ушло у службу са првом ИЦБМ на чврсто гориво, ЛГМ-30А Минутеман.
Предности ИЦБМ-а на чврсто гориво - лакоћа и сигурност одржавања и складиштења, стална спремност за лансирање - биле су такве да су 1960-их Сједињене Државе распоредиле више од 800 ИЦБМ-а ЛГМ-30А, потпуно замењујући старе Атлас и Титан-I течне- ракете за гориво. У будућности, Сједињене Државе више нису покушавале да развију ракете на течно гориво.
У Совјетском Савезу, ради стицања искуства у области ракета на чврсто гориво дугог домета, 1959. године, почели су радови на тростепеној ракети на чврсто гориво РТ-1 (8К95) на балистичком баруту (због недостатка технологије). за мешана горива, али овај пројекат није изашао из фазе тестирања (проценат несрећа при лансирању је био висок), иако је омогућио да се разраде бројне технологије, на пример, за тестирање је коришћена модификација РТ-1-63 горње фазе прве совјетске ИЦБМ РТ-2 (8К98) на чврсто гориво, на којој су радови започети истовремено са РТ-1, као део једне свеобухватне одлуке. РТ-2 је пуштен у употребу тек 1968. године.

### Хибридне Интерконтиненталне балистичке ракете
Сваки од мотора има своје предности и мане. Мотори на чврсто гориво имају добру постојаност и дуг животни век. Такође могу да се употребе у веома кратком року. Док мотори на течно гориво бар за сада имају већи потисак и снагу за покретање тешких балистичких ракета, са друге стране мотори на течно гориво нису добри за дуже чување, већ се пуне пре самог полетања ракете. Руси експериментишу са оваквим моторима а и имају неке ракете које које користе хибридне моторе на ракетама.

## Класификација
Према начину базирања, интерконтиненталне балистичке ракете се деле на:
- лансирани из копнених стационарних лансера: Р-7, Атлас;
- лансирани из силоса (силоса) : РС-18, ПЦ-20, Минутеман;
- лансиране из мобилних јединица на бази шасије на точковима: „Топол“, „Миџитман“;
- лансиран са железничких лансера: РТ-23УТТХ;
- лансиран са дна мора и океана у искачућим капсулама: „Скит“;
- подморничке балистичке ракете : "Маце", "Тридент".

Први метод базирања изашао је из употребе раних 1960-их, пошто није испуњавао захтеве безбедности и тајности. Савремени силоси пружају висок степен заштите од штетних фактора нуклеарне експлозије и омогућавају вам да прилично поуздано сакријете степен борбене спремности лансирног комплекса. Преостале три опције су мобилне, па их је теже открити, али намећу значајна ограничења на величину и масу пројектила.
Друге методе базирања ИЦБМ-а су више пута предлагане, дизајниране да обезбеде тајност распоређивања и сигурност лансирних комплекса, на пример:
- на специјализованим авионима, па чак и дирижабловима са лансирањем ИЦБМ-а у лету;
- у ултра-дубоким (стотине метара) рудницима у стенама, из којих транспортно-лансирни контејнери (ТЛЦ) са пројектилима морају да се подигну на површину пре лансирања;
- на дну континенталног појаса у искачућим капсулама;
- у мрежи подземних ходника, дуж којих се непрестано крећу мобилни лансери, али ниједан од ових пројеката није доведен до практичне реализације.

## Фазе лета
Код већине ИЦБМ-ова лет се одвија на сличан начин:
- узлетање - траје од 3 до 5 минута (краће за пројектиле на чврсто гориво, дуже за оне на течно гориво); у зависности од одабране путање, типична брзина сагоревања је 4 km/s (2,5 mi/s), до 7,8 km/s (4,8 mi/s); висина на крају ове фазе је типично 150 до 400 км (93 до 249 миља).
- фаза средњег курса: приближно траје 25 минута – суборбитални лет у свемир са путањом која је део елипсе са вертикалном великом осом; апогеј (на пола пута кроз фазу средњег курса) је на надморској висини од приближно 1.200 km (750 mi); велика полуоса је између 3.186 и 6.372 км (1.980 и 3.959 миља); пројекција путање лета на Земљину површину је блиска великом кругу, мало помереном због ротације земље током лета; пројектил може ослободити неколико независних бојевих глава, као што су балони обложени металним премазом, као и мамци за бојеве главе ради ометања противничке ПВО.
- обрушавање - задња фаза лета то јест фаза поновног уласка у атмосферу (на висини од 100 km, 62 миље): та задња фаза лета траје око 2 минута – удар је брзином до 7 km/s (4,3 mi/s) (за ране ИЦБМ мање од 1 km/s (0,62 mi/s)); где се бојева глава обрушава на своју мету, притом бојева глава може маневрисати ради избегавања и збуњивања ПВО одбране.

ИЦБМ обично користе путању која оптимизује домет за дату количину корисног терета (минимална путања енергије); алтернатива је депресивна путања, која омогућава мању носивост, краће време лета и има много нижи апогеј.

## Навигација
Прецизност гађања ИЦБМ (кружно одступање, ЦЕП) је веома важна карактеристика, пошто двоструко повећање тачности омогућава употребу 4 пута мање моћне бојеве главе. Тачност је ограничена прецизношћу навигационог система и доступним геофизичким информацијама. Многи владини програми, као што су ГПС, ГЛОНАСС, сателити за даљинско откривање Земље, користе се између осталог, за побољшање тачности навигационих информација. Најпрецизније балистичке ракете имају ЦЕП мање од 100 метара, чак и на интерконтиненталним дометима.
Максимални домет лета ИЦБМ-а је 16.000 км, што обезбеђује скоро глобални домет за ракетни удар, без обзира на локацију лансера. Маса лансирања - 16-200 тона, носивост - до 10 тона, апогеј путање - до 1000 км.
Спуштање до циља се дешава брзином већом од 6 км/с. Време лета копнених ИЦБМ-а од Русије до Сједињених Држава, као и од Сједињених Држава до Русије, креће се у распону од 25-30 минута. За ракете базиране на подморницама, време лета може бити знатно краће, на пример до 12 минута.
Орбиталне ракете (Р-36орб) имају неограничен домет, али су повучене у складу са споразумом САЛТ-2.

## Модерни ИЦБМ-ови
Важна фаза у развоју ракетне технологије било је стварање система са више бојевих глава. Прве опције имплементације са више бојевих глава нису имале индивидуалне (посебне) циљеве  (предност употребе неколико малих пуњења уместо једног снажног је већа ефикасност када су изложени циљевима у различитим областима, као и тешкоћа могуће противракетне одбране). Совјетски Савез је 1970. године поставио ракете Р-36 са три бојеве главе од 2,3 Мт.
Исте године, Сједињене Државе су ставиле на борбено дежурство прве комплексе Минутеман III, који су имали потпуно нови квалитет - способност да се бојеве главе разводе дуж појединачних путања за погађање неколико циљева. У ту сврху, ракета је опремљена јединицом за одвајање: додатним степеном са маневарским моторима који су једну по једну бојеву главу доводили на курс до циља.
Прве мобилне ИЦБМ усвојене су у Совјетском Савезу: Темп-2С на шасији са точковима (1976) и железнички РТ-23 УТТКх (1989). У Сједињеним Државама се такође радило на сличним комплексима, али ниједан од њих није пуштен у употребу.
Посебан правац у развоју интерконтиненталних балистичких ракета био је рад на „тешким“ ракетама. У Совјетском Савезу су такве ракете постале Р-36, а његов даљи развој Р-36М је стављен у употребу 1967. и 1975. године, а у САД 1963. године пуштена је у употребу ИЦБМ Титан-2. Године 1976. Конструкторски биро Јужноје почео је да развија нову ИЦБМ РТ-23, док су у Сједињеним Државама радови на ракети МКС у току од 1972. године; пуштени су у употребу 1989. године (у варијанти РТ-23 УТТКх) и 1986. године. Р-36М2, који је ушао у употребу 1988. године, најмоћнији је и најтежи у историји ракетног наоружања: ракета од 211 тона, када је испаљена на 16.000 км, носи 10 бојевих глава капацитета 750 Кт свака.
Савремени ИЦБМ обично носе више независних бојевих глава (МИРВ), од којих свака носи засебну нуклеарну бојеву главу, омогућавајући једној ракети да погоди више циљева. МИРВ је био резултат брзог смањења величине и тежине модерних бојевих глава и Уговора о ограничењу стратешког наоружања (САЛТ I и САЛТ II), који су наметнули ограничења на број лансирних возила. Такође се показало као "лак одговор" на предложено распоређивање система антибалистичких ракета (АБМ), тако да је далеко јефтиније додати више бојевих глава постојећем ракетном систему него изградити АБМ систем способан да обори додатне бојеве главе; стога је већина предлога АБМ система оцењена као непрактична. Први оперативни системи АБМ распоређени су у Сједињеним Државама током 1970-их. Сафегуард АБМ постројење, лоцирано је у Северној Дакоти, било је оперативно од 1975. до 1976. Совјети су распоредили свој АБМ-1 Галош систем око Москве 1970-их, који је и даље у употреби. Израел је 1998. године распоредио национални АБМ систем заснован на ракети 'Arrow', али је та ракета превасходно дизајнирана за пресретање балистичких ракета мањег домета, а не ИЦБМ. Са седиштем на Аљасци Национални противракетни одбрамбени систем Сједињених Држава достигао је почетну оперативну способност тек 2004.
ИЦБМ се могу поставити на више различитих платформи и то:
- у ракетним силосима, који нуде одређену врсту заштиту од војног напада (укључујући, како се надају дизајнери овог оружја, одређену заштиту од првог нуклеарног удара);
- на подморницама: тада су балистичке ракете ИЦБМ-ови познати као СЛБМ (submarine launched ballistic missiles). Већина или сви СЛБМ-ови имају велики домет и носивост као копнени ИЦБМ-ови, (за разлику од ИРБМ-а).
- на тешким камионима: ово се односи на једну верзију Топола која може бити распоређен из самоходног мобилног лансера, способног да се креће кроз терен без пута, и да лансира пројектил са било које тачке на својој рути. Предност покретних рампи је њихово теже уништавање.
- мобилни лансери на железничким пругама: пример за то је ИЦБМ РТ-23 Молодетс.

Последње три врсте су мобилне и стога их је тешко пронаћи. Током складиштења, једна од најважнијих карактеристика ракете је њена употребљивост. Једна од кључних карактеристика прве компјутерски контролисане ИЦБМ, ракете Минутеман, била је да је могла брзо и лако да користи свој рачунар за тестирање.
Након лансирања, појачивач (бустер) гура ракету да што више и даље узлети и онда бива одбачен и пада. Већина модерних појачивача (бустера) су ракетни мотори на чврсто гориво, који се могу лако складиштити током дужег временског периода. Раније ракете су користиле ракетне моторе на течно гориво. Многе ИЦБМ-ове са течним горивом нису могли да их држе са горивом све време, јер је криогено гориво на течни кисеоник прокључавало и проузроковало стварање леда, па је стога гориво сипано пре лансирања ракете. Овај поступак је био извор значајних оперативних кашњења и могле би ракете да буду уништене од непријатеља пре него што буду употребљене. Да би решили овај проблем, Уједињено Краљевство је измислило ракетни силос који је штитио ракету од првог удара такође је сакривао операције за пуњење горивом под земљом.
Када појачивач (бустер) отпадне, преостали део ракете ослобађа неколико бојевих глава, од којих свака наставља својом сопственом балистичком путањом без погона, слично артиљеријској гранати или топовском ђулету. Бојева глава је конусног облика и спремна је за поновни улазак у атмосферу и тешко је открити у овој фази лета јер нема издувних гасова ракете или других емисија које би на радарима означиле њен положај онима који се бране. Велике брзине бојевих глава отежавају њихово пресретање, погађајући мете хиљадама километара удаљене од места лансирања (и због могућих локација подморница: било где у свету) и стижу на циљ у року од приближно 30 минута.
ИЦБМ-ови ракете такође ослобађају алуминизоване балоне, електронске производе за стварање буке и друге ометаче који имају за циљ да збуне радаре и друге уређаје за пресретање.
Како нуклеарна бојева глава поново улази у Земљину атмосферу, њена велика брзина изазива компресију ваздуха, што доводи до драматичног пораста температуре бојеве главе која би је уништила, да није на неки начин заштићена. Као резултат тога, компоненте бојеве главе су садржане у алуминијумској подструктури у облику саћа, обложене топлотним штитом од композитног материјала и од пиролитичког угљеника и епоксидне смоле. Бојеве главе су такође често очвршћене радијацијом (да би се заштитиле од нуклеарног наоружања АБМ-а или оближње детонације пријатељских или непријатељских бојевих глава), један од материјала отпоран на неутроне развијен за ову сврху у Уједињеном Краљевству је тродимензионални кварц фенол.
Вероватна кружна грешка је кључна, јер преполовљење кружне грешке смањују потребну енергију бојеве главе за фактор четири. Тачност је ограничена прецизношћу навигационог система и доступним геодетским информацијама.
Сматра се да стратешки ракетни системи користе прилагођена интегрисана кола дизајнирана за израчунавање навигационих диференцијалних једначина хиљада до милиона ФЛОПС-а како би се смањиле навигационе грешке узроковане само прорачуном. Ова кола су обично мрежа бинарних адиционих кола која непрекидно прерачунавају позицију пројектила. Улази у навигационо коло се подешавају од стране рачунара опште намене према распореду навигационих улаза који се учитава у пројектил пре лансирања.
Једно посебно оружје које је развио Совјетски Савез – систем за фракционо орбитално бомбардовање – имало је делимичну орбиталну путању, и за разлику од већине ИЦБМ-ова, његов циљ се није могао закључати из орбиталне путање лета. Повучен је у складу са споразумима о контроли наоружања, који се односе на максималан домет ИЦБМ-а и забрањују орбитално или фракционо-орбитално оружје. Међутим, према извештајима, Русија ради на новој ИЦБМ ракети Сармат која користи концепте фракционог орбиталног бомбардовања како би користила јужнополарни приступ уместо да лети изнад северних поларних региона. Коришћењем тог приступа, избегавају се америчке батерије противракетне одбране постављене у Калифорнији и на Аљасци.
Модерни ИЦБМ-ови носе углавном више бојевих глава (МИРВ) што омогућује једном пројектилу да погоди више мета. Потпуно нови развој ИЦБМ технологије су ИЦБМ-ови који могу да носе хиперсоничне ракете као што је РС-28 Сармат. МИРВ се појавио као одговор на развој антибалистичких пројектила.

## Мала поређења ИЦБМ-ова
| Тип                              | Минимални домет (km) | Максимални домет (km) | Држава         |
| -------------------------------- | -------------------- | --------------------- | -------------- |
| LGM-30 Minuteman III             |                      | 10.000                | САД            |
| RS-28 Sarmat                     |                      | 18.000                | Русија         |
| RT-2UTTH "Topol M" (SS-27)       |                      | 11.000                | Русија         |
| RS-24 "Yars" (SS-29)             |                      | 11.000                | Русија         |
| RS-26 Rubezh                     | 6,000                | 12.600                | Русија         |
| UR-100N                          |                      | 10,000                | СССР/Русија    |
| R-36 (SS-18)                     | 10.200               | 16.000                | СССР/Русија    |
| DF-4                             | 5.500                | 7.000                 | Кина           |
| DF-31                            | 7.200                | 11.200                | Кина           |
| DF-5                             | 12.000               | 15.000                | Кина           |
| DF-41                            | 12.000               | 15.000                | Кина           |
| Hwasong-14                       | 6.700                | 10.000                | Северна Кореја |
| Hwasong-15                       |                      | 13.000                | Северна Кореја |
| Hwasong-16                       |                      | 13.000                | Северна Кореја |
| Agni-V                           | 5.000                | 8.000                 | Индија         |
| Ground Based Strategic Deterrent |                      |                       | САД            |
| Agni-VI                          | 11.000               | 12.000                | Индија         |
| Surya                            | 12.000               | 16.000                | Индија         |
| LGM-30F Minuteman II             |                      | 11.265                | САД            |
| LGM-30A/B Minuteman I            |                      | 10.186                | САД            |
| LGM-118 Peacekeeper              |                      | 14.000                | САД            |
| Titan II (SM-68B, LGM-25C)       |                      | 16.000                | САД            |
| Titan I (SM-68, HGM-25A)         |                      | 11.300                | САД            |
| SM-65 Atlas (SM-65, CGM-16)      |                      | 10.138                | САД            |
| MGM-134 Midgetman                |                      | 11.000                | САД            |
| RTV-A-2 Hiroc                    | 2.400                | 8.000                 | САД            |
| RT-2                             |                      | 10.186                | СССР           |
| RT-23 Molodets                   |                      | 11.000                | СССР/Русија    |
| RT-21 Temp 2S                    |                      | 10.500                | СССР           |
| R-9 Desna                        |                      | 16.000                | СССР           |
| R-16                             |                      | 13.000                | СССР           |
| R-26                             |                      | 12.000                | СССР           |
| MR-UR-100 Sotka                  | 1.000                | 10.320                | СССР/Русија    |
| UR-100                           |                      | 10.600                | СССР           |
| UR-200                           |                      | 12.000                | СССР           |
| RT-20P                           |                      | 11.000                | СССР           |
| R-7 Semyorka                     | 8.000                | 8.800                 | СССР           |
| Hwasong-13                       | 1.500                | 12.000                | СССР           |

Русија, Сједињене Државе, Кина, Северна Кореја и Индија су једине земље за које се тренутно зна да поседују копнене ИЦБМ; Израел је такође тестирао ИЦБМ, али није отворен по питању стварног распоређивања.
Сједињене Државе тренутно користе 405 ИЦБМ у три базе Америчког ратног ваздухопловства. Једини модел који је коришћен је ЛГМ-30Г Минутеман-III. Све претходне ракете САДФ Минутеман II су уништене у складу са споразумом СТАРТ II, а њихови силоси за лансирање су запечаћени или продати јавности. Моћне ракете Пеацекеепер су повучене из употребе 2005.
Руске стратешке ракетне снаге имају 286 ИЦБМ које могу да испоруче 958 нуклеарних бојевих глава: 46 силосних ракета Р-36М2 (СС-18), 30 УР-100Н (СС-19) базираних у силосу, 36 мобилних РТ-2ПМ „Топол“ (СС-25), 60 силосних РТ-2УТТХ "Топол М" (СС-27), 18 мобилних РТ-2УТТХ "Топол М" (СС-27), 84 покретних РС-24 "Јарс" (СС-29), и 12 силоса РС-24 "Јарс" (СС-29).
Кина је развила неколико ИЦБМ дугог домета, попут ДФ-31. Донгфенг 5 или ДФ-5 је тростепена ИЦБМ на течно гориво и има процењени домет од 13.000 километара. ДФ-5 је имала свој први лет 1971. године и била је у оперативној служби 10 година. Једна од мана ракете је била да јој је требало између 30 и 60 минута да се напуни. Донг Фенг 31 (ака ЦСС-10) је тростепена интерконтинентална балистичка ракета средњег домета на чврсто гориво и копнена је варијанта ЈЛ-2 који се лансира са подморнице .
ДФ-41 или ЦСС-Кс-10 може да носи до 10 нуклеарних бојевих глава, које су МИРВ и имају домет од приближно 12.000–14.000 км (7.500–8.700 миља). ДФ-41 је распоређен у предграђу у Синђијангу, Ћингају, Гансуу и Унутрашњој Монголији. Мистериозни подземни системи носача ИЦБМ подземне железнице назива се „Пројекат подземног Великог зида“.
Верује се да је Израел распоредио друмску мобилну нуклеарну ИЦБМ, Јерицхо III, која је ушла у употребу 2008. Могуће је да пројектил буде опремљен са једном нуклеарном бојевом главом од 750 kg (1.650 lb) или до три МИРВ бојеве главе. Верује се да је заснована на свемирском лансирном возилу Шавит и процењује се да има домет од 4.800 до 11.500 км (3.000 до 7.100 миља). У новембру 2011. Израел је тестирао ИЦБМ за који се верује да је надограђена верзија Јерицхо III.
Индија има серију балистичких пројектила под називом Агни. Индија је 19. априла 2012. успешно испалила свој први Агни-В, тростепену ракету на чврсто гориво, са дометом са више од 7.500 km (4.700 mi).
Ракета је пробно испаљена по други пут 15. септембра 2013. Индија је 31. јануара 2015. извела трећи успешан пробни лет Агни-В из постројења на острву Абдул Калам. У тесту је коришћена верзија пројектила постављена преко камиона Тата.

### ИЦБМ-ови који се лансирају са подморница
| Тип                      | Минимални домет (km) | Максимални домет (km) | Држава                          |
| ------------------------ | -------------------- | --------------------- | ------------------------------- |
| UGM-133 Trident II (D5)  |                      | 12.000                | САД India\|Уједињено Краљевство |
| RSM-54 R-29RMU "Sineva"  |                      | 11.500                | Русија                          |
| RSM-54 R-29RMU2 "Layner" | 8.300                | 12.000                | Русија                          |
| RSM-56 R-30 "Bulava"     | 8.000                | 9.300                 | Русија                          |
| M51                      | 8.000                | 10.000                | Француска                       |
| JL-2                     | 7.400                | 8.000                 | Кина                            |
| JL-3                     | 10.000               | 12.000                | Кина                            |
| K-5                      |                      | 5.000                 | Индија                          |
| K-6                      | 6.000                | 8.000                 | India\|Индија                   |
| M45                      |                      | 6,000                 | Француска                       |
| UGM-96 Trident I (C-4)   |                      | 12.000                | САД                             |
| RSM-40 R-29 "Vysota"     |                      | 7.700                 | СССР/Русија                     |
| RSM-50 R-29R "Vysota"    |                      | 6.500                 | СССР/Русија                     |
| RSM-52 R-39 "Rif"        |                      | 8.300                 | СССР/Русија                     |
| RSM-54 R-29RM "Shtil"    |                      | 8.300                 | СССР/Русија                     |

### Подморнице са балистичким пројектилима
- Подморница класе Џорџ Вашингтон (САД) - Пензионисан
- Подморница класе Итан Ален (САД) - Пензионисан
- Подморница класе Лафајет (САД) - Пензионисан
- Подморница класе Бенџамин Френклин (САД) - Пензионисан
- Подморница класе Охајо (САД)
- Подморница класе Вангуард (УК)
- Подморница класе 941 (НАТО кодно име Тајфун, Русија)
- Подморница класе Делта ИВ (Русија)
- Подморница класе Дреадноугхт (Француска)
- Подморница класе Редоутабле
- Подморница класе Триомфант (Француска)
- Подморница класе 09II (НАТО кодно име Ксиа - средња класа)
- Подморница класе 32 (НАТО кодно име Кинг - средња класа)
- Подморница класе 09ИВ (НАТО кодно име Јин - средња класа)
- Подморница класе Синпо (Северна Кореја)

## Број ракета
Руска Федерација, Сједињене Америчке Државе, Народна Република Кина, Демократска Народна Република Кореја и Индија су једине земље које су од 2015. имале ИЦБМ на копну. Израел је такође тестирао ИЦБМ, али га није распоредио.
Од почетка 2015. Сједињене Државе су одржавале 450 ИЦБМ-а у три базе америчких ваздухопловних снага. Једини распоређени модел је ЛГМ-30Г Минутеман-III.
Све претходне ракете САДФ Минутеман II су уништене у складу са споразумом и њихови лансери су запечаћени. Под СХО-2, већина постојећих америчких стандардних вођених бојевих глава са једном бојевом главом, или МИРВ, уништена је и замењена пројектилима са једном бојевом главом. Моћне ракете Пеацекеепер способне да носе МИРВ уништене су 2005. Међутим, након напуштања споразума СХО-2, верује се да САД разматрају могућност да задрже 800 бојевих глава на постојећих 450 ракета.
Стратешке ракетне снаге Руске Федерације имају 369 ИЦБМ-а способних да испоруче 1.247 нуклеарних бојевих глава: 58 ракета Р-36М2 (СС-18), 70 ракета УР-100Н (СС-19), 171 мобилну РТ-2ПМ „Топол“ (СС -25), 52 РТ-2УТТХ "Топол М" (СС-27), 18 мобилних РТ-2УТТХ "Топол М" (СС-27), затим мобилни РС-24 "Јарс" ( СС-29) — (будућа замена ракета Р-36 и УР-100Н).

## Противракетна одбрана
Антибалистичка ракета је ракета која може да се супротстави надолазећој нуклеарној или ненуклеарној ИЦБМ. ИЦБМ-ови могу бити пресретнути у три региона њихове путање: фаза узлетања, фаза средњег курса или завршна фаза. Сједињене Државе, Русија, Индија, Француска, Израел и Кина су сада развиле системе против балистичких ракета, од којих су руски систем против балистичких ракета А-135 или најновији А-235, амерички копнени систем одбране и индијски 'Prithvi Defense Vehicle Mark-II' су једини системи који имају способност да пресретну и обарају ИЦБМ са нуклеарним, хемијским, биолошким или конвенционалним бојевим главама.

## Мирнодопска употреба
У Совјетском Савезу и САД, ИЦБМ-ови које су одслужиле своје време коришћене су као лансирне ракете за лансирање свемирских објеката у ниске кружне орбите око Земље.
На пример, уз помоћ америчких ИЦБМ-а Атлас и Титан, лансиране су свемирске летелице Меркур и Гемини. А совјетске ИЦБМ ПЦ-20, ПЦ-18 и марински Р-29РМ послужиле су као основа за стварање ракета- носача Дњепр, Стрела, Рокот и Штил.

## Галерија слика
- Интерконтинентална балистичка ракета ЛГМ-118А Пеацекеепер, најнапредније оружје у категорији
- Мк-21 вишеструке главе са термонуклеарним бојевим главама В87 за ракету Пеацекеепер
- Шема пројектила Пеацекеепер са више бојевих глава
- Свака од осам линија представља независно ракету, лансирано из ракете Пеацекеепер, које се сада спушта према виртуелној мети
- Минутеман II пројектил
- Титан II ракета
- Интерконтинентална балистичка ракета СС-25 са мобилном лансирном рампом
- Совјетска подморница класе Таифун са балистичким пројектилима